# Rupert Goold

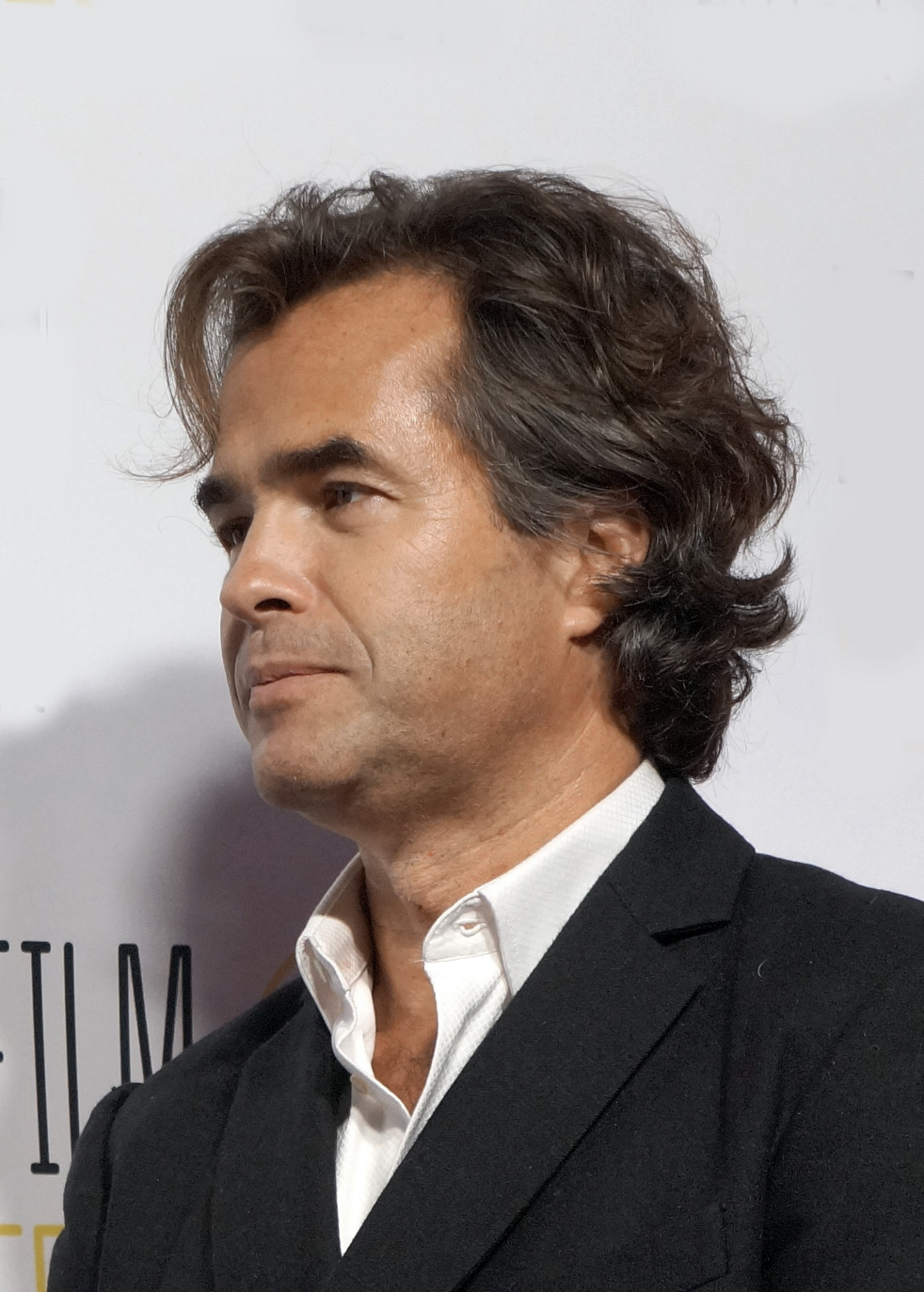
Rupert Goold, 2019

Rupert Goold, CBE (* 18. Februar 1972 in Highgate, London) ist ein englischer Theaterleiter, Regisseur und Drehbuchautor. Seit 2013 ist er künstlerischer Leiter des Londoner Almeida Theatre.

## Leben
Goold wurde in Highgate geboren, sein Vater war Unternehmensberater, seine Mutter ist Kinderbuchautorin. Er studierte Englisch am Trinity College in Oxford. Nach dem Examen setzte er sein Studium im Fach Performance an der New York University mit einem Fulbright-Stipendium fort. 1995 kehrte er nach England zurück und arbeitete in Förderprogrammen bzw. als Assistent am RNT-Studio und am Salisbury Playhouse. Von 2002 bis 2005 war er künstlerischer Leiter des Royal and Derngate in Northampton. Von 2009 bis 2012 war er Associate Director der Royal Shakespeare Company.
Von 2005 bis 2013 war er der künstlerischen Leiter des Headlong Theatre, ehemals The Oxford Stage Company, ein Tournee-Theater mit Sitz in London.
Im September 2013 übernahm der die künstlerische Leitung des Almeida.
Im Zuge der New Year Honours 2017 wurde Goold von der britischen Königin als Commander des Order of the British Empire ausgezeichnet.
Goold ist mit der Schauspielerin Kate Fleetwood verheiratet. Das Paar hat zwei Kinder.

### Almeida Theatre
Rupert Goolds Beziehung zum Almeida begann 2007 mit einer Gemeinschaftsproduktion des Headlong Theatre von Shakespeares Macbeth. 2008 inszenierte er hier die europäische Erstaufführung von Stephen Adly Guirgis The Last Days of Judas Iscariot. Im gleichen Jahr hatte American Psycho: A new musical thriller nach dem Roman von Bret Easton Ellis mit Matt Smith in der Hauptrolle hier seine Weltpremiere.
2014 inszenierte Goold Mike Bartletts King Charles III, ein Stück in Blankversen nach dem Muster von William Shakespeares Historiendramen.
Die Rolle von Prinz Charles übernahm Tim Pigott-Smith. Das Stück war ein großer Erfolg, wurde anschließend vom Wyndham’s Theatre übernommen und ging dann an das Music Box Theatre am Broadway. Goolds Inszenierung gewann den Critics’ Circle Theatre Award und erhielt fünf Nominierungen für den Olivier Award, darunter für die beste Regie und den besten Hauptdarsteller. 2016 brachte er eine Inszenierung von Shakespeares Richard III. heraus mit Ralph Fiennes in der Titelrolle und Vanessa Redgrave als Queen Margaret. Die Inszenierung wurde im August auf dem Ulysses Theatre Festival in Brijuni gezeigt.
2017 inszenierte er am Almeida Theatre das Stück Ink von James Graham. Für diese Inszenierung erhielt sowohl den Olivier Award als auch den Tony Award.

### Oper
1999 inszenierte er beim Batignano Opera Festival die Opera buffa Gli equivoci von Stephen Storace. Seine erste Operninszenierung in England – Giacomo Puccinis Turandot an der English National Opera – wurde von der Kritik gemischt aufgenommen. 2005 inszenierte er Rossinis komische Oper Le comte Ory an der Garsington Opera in Wormsley Estate, Buckinghamshire.

### Filme
2010 strahlte die BBC eine Verfilmung seiner Inszenierung von Macbeth für die Chichester-Festspiele aus. Der Film wurde in Welbeck Abbey gedreht. Er evoziert die Atmosphäre in der Sowjetunion unter der Herrschaft Stalins und zieht Parallelen zwischen Macbeth und Stalin. Der Film wurde mit dem Peabody Award 2010 ausgezeichnet, Patrick Stewart, der den Macbeth verkörpert, erhielt eine Nominierung für den Screen Actors Guild Award.
2012 führte er Regie in dem Film Richard II., der erste Teil des ersten Zyklus der BBC-Serie The Hollow Crown, der die Rosenkriege zum Thema hat. Goold hat zusammen mit Ben Power das Drehbuch verfasst, Ben Whishaw spielt die Rolle Richards II. Der Film erhielt eine BAFTA-Nominierung als Best Single Drama at theTelevision.
2015 kam sein erster Kinofilm True Story – Spiel um Macht heraus, für den er mit David Kajganich das Drehbuch schrieb. Der Film erhielt drei Nominierungen für den Teen Choice Award 2015.
Sein Fernsehfilm King Charles III wurde 2018 für den BAFTA nominiert. 2019 wurde mit Judy sein Film über Judy Garland veröffentlicht.